# Russischer Fußballpokal 1993/94
Der Russische Fußballpokal 1993/94 war die zweite Austragung des russischen Pokalwettbewerbs der Männer nach dem Ende der Sowjetunion. Pokalsieger wurde Spartak Moskau. Das Team setzte sich im Finale am 22. Mai 1994 im Olympiastadion Luschniki von Moskau gegen ZSKA Moskau durch. Titelverteidiger Torpedo Moskau war bereits in der 4. Runde ausgeschieden.

## Modus
Bis zur 4. Runde wurden die Paarungen nach regionalen Gesichtspunkten gelost. Die Spiele der ersten Runde wurden im April ausgetragen, das Finale im darauffolgenden Jahr im Mai, sodass sich der Pokalwettbewerb über 13 Monate erstreckte. Alle Begegnungen wurden in einem Spiel ausgetragen. Bei unentschiedenem Ausgang wurde zur Ermittlung des Siegers eine Verlängerung gespielt. Stand danach kein Sieger fest, folgte ein Elfmeterschießen. Da der Pokalsieger bereits für die Champions League gemeldet hatte, qualifizierte sich der Finalist für den Europapokal der Pokalsieger.

## Teilnehmende Teams
| Oberste Liga (17) | 1. Liga (48) | 1. Liga (48) | 1. Liga (48) |
| --- | --- | --- | --- |
| - Asmaral Moskau - Dynamo Moskau - Lokomotive Moskau - Spartak Moskau - Torpedo Moskau - ZSKA Moskau - Dynamo Stawropol - KAMAS Nabereschnyje Tschelny - Krylja Sowetow Samara - Lokomotive-Sportsmen Nischni Nowgorod - Okean Nachodka - Rostselmasch Rostow - Rotor Wolgograd - Schemtschuschina Sotschi - Spartak Wladikawkas - Tekstilschtschik Kamyschin - Uralmasch Jekaterinburg                                            | - APK Asow - Asmaral Kislowodsk - Awangard Kamyschin - Awtodor-OLAF Wladikawkas - Baltika Kaliningrad - Druschba Joschkar-Ola - Druschba Maikop - Dynamo-Gasowik Tjumen - Dynamo Wologda - Ersu Grosny - Fakel Woronesch - Gasowik Ischewsk - Gekris Noworossijsk - Interros Moskau - Kolos Krasnodar - Kuban Krasnodar | - Kusbass Kemerewo - Lada Dimitrowgrad - FK Lada Toljatti - Metallurg Krasnojarsk - Metallurg Lipezk - Metallurg Magnitogorsk - Metallurg Nowokusnezk - Nart Tscherkessk - FK Neftechimik Nischnekamsk - Rubin-TAN Kasan - Schinnik Jaroslawl - Selenga Ulan-Ude - Smena-Saturn St. Petersburg - Snamja Truda Orechowo-Sujewo - FK Sokol Saratow - Spartak Anapa | - Spartak Naltschik - Swesda-Junis-Sib Irkutsk - FK Swesda Perm - Swetotechnika Saransk - Tekstilschtschik Iwanowo - Terek Grosny - Tom Tomsk - Torpedo Miass - Torpedo Rjasan - Torpedo Taganrog - Torpedo Wladimir - Torpedo Wolschski - Tschkalowez Nowosibirsk - Uralez Nischni Tagil - Zenit Ischewsk - Zenit St. Petersburg                                                                          |
| 2. Liga (76) | | | |
| - Anschi Machatschkala - Arsenal Tula - Asmaral Moskau (Reserve) - Asamat Tscheboksary - Astratex Astrachan - Atommasch Wolgodonsk - Awangard Kursk - Awtosaptschast Baksan - Beschtau Lermontow - Bulat Tscherepowez - Chimik Beloretschensk - Chimik Dserschinsk - Dewon Oktjabrski - Druschba Budjonnowsk - Dynamo Moskau (Reserve) - Dynamo-2 Moskau - Elektron Wjatskije Poljany - Energija Tschaikowski - FK Saljut Belgorod | - Kosmos-Quest Dolgoprudny - FK Gattschina - FK Mosenergo Moskau - FK Oka Kolomna - FK Orjol - Rostselmasch Rostow (Reserve) - FK SKA Rostow - FK SUO Moskau - FK Titan Reutow - Gornjak Katschkanar - Irgis Balakowo - Iskra Smolensk - KamASawtocentre Nabereschnyje Tschelny - Kawkaskabel Prochladny - KDS Samrau Ufa - Kosmos-Kirowez St. Petersburg - Kuban Barannikowski - Lokomotive Moskau (Reserve) - Lokomotive St. Petersburg | - Maschinostroitel Pskow - Maschuk Pjatigorsk - Metallurg Krasny Sulin - Metallurg Nowotroizk - Niwa Slawjansk-na-Kubani - Progress Tschernjachowsk - Prometey-Dynamo St. Petersburg - Rotor Wolgograd (Reserve) - Saranskexport Saransk - Sarja Krotowka - Saturn Ramenskoje - Schachtjor Schachty - Scherstjanik Newinnomyssk - Sodowik Sterlitamak - Spartak Kostroma - Spartak Moskau (Reserve) - Sputnik Kimry - Swesda-Rus Gorodischtsche - Tekstilschtschik Ischejewka | - Torgmasch Ljuberzy - Torpedo Arsamas - Torpedo Armawir - Torpedo Ischewsk - Torpedo Moskau (Reserve) - Torpedo-MKB Mytischtschi - Torpedo Pawlowo - Trion-Wolga Twer - Turbostroitel Kaluga - Urartu Grosny - Wenez Gulkewitschi - Wiktor-Awangard Kolomna - Wjatka Kirow - Wolgar Astrachan - Wolotschanin Wyschni Wolotschok - FK Wympel Rybinsk - Zenit Pensa - ZSKA Moskau (Reserve) - ZSKA-2 Moskau |

Römische Ziffern in Klammern geben die Ligastufe an, an der die Vereine während der Saison 1993 teilnehmen.

## 1. Runde
| Datum      |                                              | Ergebnis              |                                     |
| ---------- | -------------------------------------------- | --------------------- | ----------------------------------- |
| 18.04.1994 | Progress Tschernjachowsk (III)               | 0:1                   | Baltika Kaliningrad (II)            |
| 18.04.1993 | Kuban Barannikowski (III)                    | 1:2                   | Gekris Noworossijsk (II)            |
| 18.04.1993 | KDS Samrau Ufa (III)                         | 1:0                   | Torpedo Miass (II)                  |
| 18.04.1993 | Gasowik Ischewsk (II)                        | 2:1 n. V.             | FK Swesda Perm (II)                 |
| 18.04.1993 | Wjatka Kirow (III)                           | 2:2 n. V. (4:3 i. E.) | Gornjak Katschkanar (III)           |
| 18.04.1993 | Energija Tschaikowski (III)                  | 1:0                   | Torpedo Ischewsk (III)              |
| 18.04.1993 | Swesda-Rus Gorodischtsche (III)              | 0:1                   | FK Sokol Saratow (II)               |
| 18.04.1993 | Sarja Krotowka (III)                         | 2:1                   | Zenit Pensa (III)                   |
| 18.04.1993 | FK Wympel Rybinsk (III)                      | 2:2 n. V. (5:3 i. E.) | Schinnik Jaroslawl (II)             |
| 18.04.1993 | Wolotschanin Wyschni Wolotschok (III)        | kampflos              | Bulat Tscherepowez (III)            |
| 18.04.1993 | Wiktor-Awangard Kolomna (III)                | 4:3 n. V.             | Spartak Moskau (Reserve) (III)      |
| 18.04.1993 | Wenez Gulkewitschi (III)                     | 1:2                   | Druschba Maikop (II)                |
| 18.04.1993 | Urartu Grosny (III)                          | 1:2                   | Terek Grosny (II)                   |
| 18.04.1993 | Uralez Nischni Tagil (III)                   | 3:2                   | Zenit Ischewsk (II)                 |
| 18.04.1993 | Turbostroitel Kaluga (III)                   | 2:1                   | Lokomotive Moskau (Reserve) (III)   |
| 18.04.1993 | Trion-Wolga Twer (III)                       | 1:0                   | Kosmos-Kirowez St. Petersburg (III) |
| 18.04.1993 | Torpedo-MKB Mytischtschi (III)               | 3:2                   | ZSKA-2 Moskau (III)                 |
| 18.04.1993 | Torpedo Pawlowo (III)                        | 0:2 n. V.             | Chimik Dserschinsk (III)            |
| 18.04.1993 | Torpedo Moskau (Reserve) (III)               | 1:3                   | Dynamo-2 Moskau (III)               |
| 18.04.1993 | Torpedo Arsamas (III)                        | 2:0                   | Swetotechnika Saransk (II)          |
| 18.04.1993 | Torpedo Armawir (III)                        | 2:2 n. V. (3:0 i. E.) | Kolos Krasnodar (II)                |
| 18.04.1993 | Torgmasch Ljuberzy (III)                     | 1:0                   | FK Titan Reutow (III)               |
| 18.04.1993 | Tekstilschtschik Ischejewka (III)            | 1:0                   | Lada Dimitrowgrad (II)              |
| 18.04.1993 | FK SUO Moskau (III)                          | 2:4                   | FK Oka Kolomna (III)                |
| 18.04.1993 | Sputnik Kimry (III)                          | 2:3                   | Torpedo Wladimir (II)               |
| 18.04.1993 | Spartak Kostroma (III)                       | 0:1                   | Tekstilschtschik Iwanowo (II)       |
| 18.04.1993 | FK SKA Rostow (III)                          | 0:1                   | APK Asow (II)                       |
| 18.04.1993 | Schachtjor Schachty (III)                    | 1:0                   | Rostselmasch Rostow (Reserve) (III) |
| 18.04.1993 | Saturn Ramenskoje (III)                      | 0:3                   | Snamja Truda Orechowo-Sujewo (II)   |
| 18.04.1993 | Saranskexport Saransk (III)                  | 2:0                   | Torpedo Rjasan (II)                 |
| 18.04.1993 | FK Saljut Belgorod (III)                     | 0:2                   | Fakel Woronesch (II)                |
| 18.04.1993 | Rotor Wolgograd(Reserve) (III)               | 2:1                   | Awangard Kamyschin (II)             |
| 18.04.1993 | Prometey-Dynamo St. Petersburg (III)         | 1:0 n. V.             | Dynamo Wologda (II)                 |
| 18.04.1993 | Niwa Slawjansk-na-Kubani (III)               | 1:2                   | Spartak Anapa (II)                  |
| 18.04.1993 | Metallurg Nowotroizk (III)                   | 1:0 n. V.             | Metallurg Magnitogorsk (II)         |
| 18.04.1993 | Metallurg Krasny Sulin (III)                 | 2:0                   | Torpedo Taganrog (II)               |
| 18.04.1993 | Maschuk Pjatigorsk (III)                     | 1:1 n. V. (7:6 i. E.) | Scherstjanik Newinnomyssk (III)     |
| 18.04.1993 | Lokomotive St. Petersburg (III)              | 0:2                   | Zenit St. Petersburg (II)           |
| 18.04.1993 | Chimik Beloretschensk (III)                  | 3:1                   | Kuban Krasnodar (II)                |
| 18.04.1993 | Kawkaskabel Prochladny (III)                 | 3:0                   | Anschi Machatschkala (III)          |
| 18.04.1993 | KamASawtocentre Nabereschnyje Tschelny (III) | 1:0                   | Rubin-TAN Kasan (II)                |
| 18.04.1993 | Irgis Balakowo (III)                         | 1:0                   | FK Lada Toljatti (II)               |
| 18.04.1993 | FK Gattschina (III)                          | 0:2                   | Smena-Saturn St. Petersburg (II)    |
| 18.04.1993 | Elektron Wjatskije Poljany (III)             | 0:0 n. V. (4:3 i. E.) | Druschba Joschkar-Ola (II)          |
| 18.04.1993 | Dynamo Moskau (Reserve) (III)                | 0:3                   | FK Mosenergo Moskau (III)           |
| 18.04.1993 | Druschba Budjonnowsk (III)                   | 1:0                   | Asmaral Kislowodsk (II)             |
| 18.04.1993 | Dewon Oktjabrski (III)                       | 1:0                   | Sodowik Sterlitamak (III)           |
| 18.04.1993 | Spartak Moskau (Reserve) (III)               | 8:1                   | Kosmos-Quest Dolgoprudny (III)      |
| 18.04.1993 | Beschtau Lermontow (III)                     | 1:0 n. V.             | Nart Tscherkessk (II)               |
| 18.04.1993 | Asamat Tscheboksary (III)                    | 1:2 n. V.             | FK Neftechimik Nischnekamsk (II)    |
| 18.04.1993 | Awtosaptschast Baksan (III)                  | 1:2                   | Spartak Naltschik (II)              |
| 18.04.1993 | Awtodor-OLAF Wladikawkas (II)                | kampflos              | Ersu Grosny (II)                    |
| 18.04.1993 | Awangard Kursk (III)                         | 2:1                   | FK Orjol (III)                      |
| 18.04.1993 | Atommasch Wolgodonsk (III)                   | 0:1                   | Torpedo Wolschski (II)              |
| 18.04.1993 | Astratex Astrachan (III)                     | 2:2 n. V. (3:2 i. E.) | Wolgar Astrachan (III)              |
| 18.04.1993 | Asmaral Moskau (Reserve) (III)               | 1:0                   | Interros Moskau (II)                |
| 18.04.1993 | Arsenal Tula (III)                           | 1:0                   | Metallurg Lipezk (II)               |
| 18.04.1993 | Maschinostroitel Pskow (III)                 | 1:0                   | Iskra Smolensk (III)                |
| 02.05.1993 | Metallurg Krasnojarsk (II)                   | 2:1                   | Swesda-Junis-Sib Irkutsk (II)       |
| 02.05.1993 | Kusbass Kemerewo (II)                        | 2:1                   | Selenga Ulan-Ude (II)               |
| 02.05.1993 | Dynamo-Gasowik Tjumen (II)                   | 4:0                   | Tom Tomsk (II)                      |
| 02.05.1993 | Tschkalowez Nowosibirsk (II)                 | 1:2                   | Metallurg Nowokusnezk (II)          |

## 2. Runde
| Datum      |                                   | Ergebnis              |                                              |
| ---------- | --------------------------------- | --------------------- | -------------------------------------------- |
| 07.05.1993 | Gasowik Ischewsk (II)             | 1:3                   | Uralez Nischni Tagil (II)                    |
| 08.05.1993 | Snamja Truda Orechowo-Sujewo (II) | 0:0 n. V. (5:6 i. E.) | FK Mosenergo Moskau (III)                    |
| 08.05.1993 | Zenit St. Petersburg (II)         | 7:1                   | Prometey-Dynamo St. Petersburg (III)         |
| 08.05.1993 | Wiktor-Awangard Kolomna (III)     | 4:2 n. V.             | Asmaral Moskau (Reserve) (III)               |
| 08.05.1993 | Torpedo-MKB Mytischtschi (III)    | 1:0                   | Torgmasch Ljuberzy (III)                     |
| 08.05.1993 | Torpedo Wolschski (II)            | 6:0                   | Astratex Astrachan (III)                     |
| 08.05.1993 | Torpedo Wladimir (II)             | 2:3 n. V.             | FK Wympel Rybinsk (III)                      |
| 08.05.1993 | Terek Grosny (II)                 | kampflos              | Awtodor-OLAF Wladikawkas (II)                |
| 08.05.1993 | Tekstilschtschik Iwanowo (II)     | 0:1                   | Bulat Tscherepowez (III)                     |
| 08.05.1993 | Spartak Naltschik (II)            | 4:3                   | Kawkaskabel Prochladny (III)                 |
| 08.05.1993 | FK Sokol Saratow (II)             | 3:1                   | Rotor Wolgograd (Reserve) (III)              |
| 08.05.1993 | Smena-Saturn St. Petersburg (II)  | 3:1                   | Trion-Wolga Twer (III)                       |
| 08.05.1993 | Saranskexport Saransk (III)       | 0:1                   | Tekstilschtschik Ischejewka (III)            |
| 08.05.1993 | FK Oka Kolomna (III)              | 2:3 n. V.             | Turbostroitel Kaluga (III)                   |
| 08.05.1993 | FK Neftechimik Nischnekamsk (II)  | 2:1                   | Wjatka Kirow (III)                           |
| 08.05.1993 | Metallurg Nowotroizk (III)        | 4:0                   | Dewon Oktjabrski (III)                       |
| 08.05.1993 | Maschuk Pjatigorsk (III)          | 2:1                   | Torpedo Armawir (III)                        |
| 08.05.1993 | Chimik Dserschinsk (III)          | 1:3                   | Torpedo Arsamas (III)                        |
| 08.05.1993 | KDS Samrau Ufa (III)              | 2:0                   | Energija Tschaikowski (III)                  |
| 08.05.1993 | Irgis Balakowo (III)              | 5:1                   | Sarja Krotowka (III)                         |
| 08.05.1993 | Gekris Noworossijsk (II)          | 1:0                   | Spartak Anapa (II)                           |
| 08.05.1993 | Fakel Woronesch (II)              | 2:0                   | Metallurg Krasny Sulin (III)                 |
| 08.05.1993 | Elektron Wjatskije Poljany (III)  | 0:1                   | KamASawtocentre Nabereschnyje Tschelny (III) |
| 08.05.1993 | Dynamo-2 Moskau (III)             | 0:3                   | ZSKA Moskau (Reserve) (III)                  |
| 08.05.1993 | Druschba Maikop (II)              | 2:1                   | Chimik Beloretschensk (III)                  |
| 08.05.1993 | Beschtau Lermontow (III)          | 1:1 n. V. (3:2 i. E.) | Druschba Budjonnowsk (III)                   |
| 08.05.1993 | Baltika Kaliningrad (II)          | 1:0                   | Maschinostroitel Pskow (III)                 |
| 08.05.1993 | Arsenal Tula (III)                | 6:0                   | Awangard Kursk (III)                         |
| 08.05.1993 | APK Asow (II)                     | 3:0                   | Schachtjor Schachty (III)                    |
| 23.05.1993 | Metallurg Nowokusnezk (II)        | 0:2                   | Dynamo-Gasowik Tjumen (II)                   |
| 23.05.1993 | Metallurg Krasnojarsk (II)        | kampflos              | Kusbass Kemerewo (II)                        |

## 3. Runde
| Datum      |                                   | Ergebnis              |                                              |
| ---------- | --------------------------------- | --------------------- | -------------------------------------------- |
| 28.05.1993 | Uralez Nischni Tagil (II)         | 0:1                   | KAMAS Nabereschnyje Tschelny (I)             |
| 28.05.1993 | Turbostroitel Kaluga (III)        | 0:2                   | Arsenal Tula (III)                           |
| 28.05.1993 | Torpedo Wolschski (II)            | 2:1                   | FK Sokol Saratow (II)                        |
| 28.05.1993 | Torpedo Arsamas (III)             | 1:1 n. V. (4:1 i. E.) | FK Wympel Rybinsk (III)                      |
| 28.05.1993 | Tekstilschtschik Ischejewka (III) | 0:0 n. V. (4:5 i. E.) | Irgis Balakowo (III)                         |
| 28.05.1993 | Spartak Naltschik (II)            | 1:1 n. V. (3:5 i. E.) | Terek Grosny (II)                            |
| 28.05.1993 | Smena-Saturn St. Petersburg (II)  | 1:1 n. V. (4:1 i. E.) | Zenit St. Petersburg (II)                    |
| 28.05.1993 | FK Neftechimik Nischnekamsk (II)  | 2:0                   | KamASawtocentre Nabereschnyje Tschelny (III) |
| 28.05.1993 | FK Mosenergo Moskau (III)         | 2:0                   | Torpedo-MKB Mytischtschi (III)               |
| 28.05.1993 | Metallurg Nowotroizk (III)        | 4:0                   | KDS Samrau Ufa (III)                         |
| 28.05.1993 | ZSKA Moskau (Reserve) (III)       | 0:2                   | Wiktor-Awangard Kolomna (III)                |
| 28.05.1993 | Bulat Tscherepowez (III)          | 0:1                   | Baltika Kaliningrad (II)                     |
| 28.05.1993 | Beschtau Lermontow (III)          | 2:0                   | Maschuk Pjatigorsk (III)                     |
| 28.05.1993 | Fakel Woronesch (II)              | kampflos              | APK Asow (II)                                |
| 14.06.1993 | Dynamo-Gasowik Tjumen (II)        | 1:2                   | Metallurg Krasnojarsk (II)                   |
| 16.06.1993 | Gekris Noworossijsk (II)          | 4:1                   | Druschba Maikop (II)                         |

## 4. Runde
In dieser Runde stiegen die Erstligisten ein. Der FK Lutsch Wladiwostok nahm nicht teil.
| Datum      |                                  | Ergebnis              |                                           |
| ---------- | -------------------------------- | --------------------- | ----------------------------------------- |
| 03.07.1993 | KAMAS Nabereschnyje Tschelny (I) | 2:0                   | Uralmasch Jekaterinburg (I)               |
| 05.07.1993 | Terek Grosny (II)                | 5:6                   | Spartak Wladikawkas (I)                   |
| 05.07.1993 | Wiktor-Awangard Kolomna (III)    | 0:2                   | Dynamo Moskau (I)                         |
| 05.07.1993 | Torpedo Wolschski (II)           | 0:2                   | Rotor Wolgograd (I)                       |
| 05.07.1993 | Torpedo Arsamas (III)            | 2:2 n. V. (5:4 i. E.) | Lokomotive-Sportsmen Nischni Nowgorod (I) |
| 05.07.1993 | Smena-Saturn St. Petersburg (II) | 1:0                   | Torpedo Moskau (I)                        |
| 05.07.1993 | FK Neftechimik Nischnekamsk (II) | 0:5                   | Spartak Moskau (I)                        |
| 05.07.1993 | FK Mosenergo Moskau (III)        | 1:2                   | Asmaral Moskau (I)                        |
| 05.07.1993 | Metallurg Nowotroizk (III)       | 0:0 n. V. (4:3 i. E.) | Krylja Sowetow Samara (I)                 |
| 05.07.1993 | Metallurg Krasnojarsk (II)       | 3:1                   | Okean Nachodka (I)                        |
| 05.07.1993 | Irgis Balakowo (III)             | 1:0                   | Tekstilschtschik Kamyschin (I)            |
| 05.07.1993 | Gekris Noworossijsk (II)         | 1:1 n. V. (4:3 i. E.) | Schemtschuschina Sotschi (I)              |
| 05.07.1993 | Fakel Woronesch (II)             | 0:1                   | Rostselmasch Rostow (I)                   |
| 05.07.1993 | Beschtau Lermontow (III)         | 2:0                   | Dynamo Stawropol (I)                      |
| 05.07.1993 | Baltika Kaliningrad (II)         | 0:1                   | ZSKA Moskau (I)                           |
| 05.07.1993 | Arsenal Tula (III)               | 1:2                   | Lokomotive Moskau (I)                     |

## Achtelfinale
| Datum      |                                  | Ergebnis  |                                  |
| ---------- | -------------------------------- | --------- | -------------------------------- |
| 17.07.1993 | Rotor Wolgograd (I)              | 5:0       | Irgis Balakowo (III)             |
| 17.07.1993 | Dynamo Moskau (I)                | 2:0       | Torpedo Arsamas (III)            |
| 01.08.1993 | Spartak Wladikawkas (I)          | 6:0       | Beschtau Lermontow (III)         |
| 01.08.1993 | Asmaral Moskau (I)               | 1:2       | ZSKA Moskau (I)                  |
| 02.08.1993 | Rostselmasch Rostow (I)          | 1:2       | Gekris Noworossijsk (II)         |
| 02.08.1993 | Lokomotive Moskau (I)            | 2:1 n. V. | Smena-Saturn St. Petersburg (II) |
| 02.08.1993 | KAMAS Nabereschnyje Tschelny (I) | 6:0       | Metallurg Krasnojarsk (II)       |
| 14.08.1993 | Spartak Moskau (I)               | 5:0       | Metallurg Nowotroizk (III)       |

## Viertelfinale
| Datum      |                                  | Ergebnis              |                         |
| ---------- | -------------------------------- | --------------------- | ----------------------- |
| 13.04.1994 | Lokomotive Moskau (I)            | 2:2 n. V. (3:4 i. E.) | ZSKA Moskau (I)         |
| 13.04.1994 | Rotor Wolgograd (I)              | 0:1                   | Dynamo Moskau (I)       |
| 13.04.1994 | Gekris Noworossijsk (II) 1       | 0:2                   | Spartak Wladikawkas (I) |
| 23.04.1994 | KAMAS Nabereschnyje Tschelny (I) | 1:3                   | Spartak Wladikawkas (I) |

## Halbfinale
| Datum      |                   | Ergebnis              |                         |
| ---------- | ----------------- | --------------------- | ----------------------- |
| 06.05.1994 | Dynamo Moskau (I) | 0:1                   | Spartak Moskau (I)      |
| 07.05.1994 | ZSKA Moskau (I)   | 1:1 n. V. (5:3 i. E.) | Spartak Wladikawkas (I) |

## Finale
| Paarung        | Spartak Moskau – ZSKA Moskau |
| Ergebnis       | 2:2 n. V. (2:2, 2:1), 4:2 i. E. |
| Datum          | 22. Mai 1994 |
| Stadion        | Olympiastadion Luschniki, Moskau |
| Zuschauer      | 30.000 |
| Schiedsrichter | Sergei Anochin |
| Tore           | 1:0 Igor Ledjachow (6.) 2:0 Waleri Karpin (11.) 2:1 Wladislaw Radimow (39.) 2:2 Dmitri Bystrow (58.) Elfmeterschießen: 0:1 Aleksandr Grischin 1:1 Igor Ledjachow Jewgeni Buschmanow (gehalten) 2:1 Wiktor Onopko Michail Kuprijanow (gehalten) 3:1 Wladislaw Ternawski 3:2 Dmitri Bystrow 4:2 Dmitri Alenitschew |
| Spartak Moskau | Gintaras Staučė – Ramis Mamjedow (63. Waleri Masalitin), Dmitri Chlestow, Ilja Zymbalar, Wladislaw Ternawski – Juri Nikiforow (118. Sergei Tschudin), Wiktor Onopko, Waleri Karpin (104. Dmitri Alenitschew), Andrej Pjatnizki – Igor Ledjachow, Wladimir Bestschastnych Cheftrainer: Oleg Romanzew              |
| ZSKA Moskau    | Jewgeni Plotnikow – Aleksei Guschtschin, Michail Kuprijanow, Dmitri Bystrow, Wassili Ivanow – Jewgeni Buschmanow, Jury Antanowitsch, Denis Maschkarin, Wladislaw Radimow (106. Aleksandr Grischin) – Wladimir Tatartschuk (46. Waleriý Broşin), Ilschat Fajsulin Cheftrainer: Boris Kopejkin                     |
| Gelbe Karten   | Ramis Mamjedow, Wladislaw Ternawski – Aleksei Guschtschin, Wassili Ivanow |